# Poem simfonic
Poem simfonic se numește o compoziție muzicală de proporții mari pentru orchestră, având de obicei un conținut programatic, cu caracter narativ, liric sau dramatic, cu bază literară.
Poemul simfonic este un gen orchestral, monopartit (alcătuit dintr-o singură parte), de obicei în formă liberă.
Poemul simfonic este genul cel mai împlinit al muzicii programatice. A apărut în secolul al XIX-lea, datorită lui Franz Liszt, a cărui lucrare Ce se aude de pe munte (1849), după Victor Hugo, poate fi considerată drept piesa inaugurală. 
Emblematic este poemul simfonic Prélude à l'après-midi d'un faune de Claude Debussy creat între anii 1882 -1894, inspirat după poemul L’Après - midi d’un faun de Stéphane Mallarmé.
În general, poemul simfonic constă dintr-o singură parte și este lipsit de ajutorul cuvintelor. El caută, echivalentul sonor al ideii literare narative și descriptive, punând toate resursele orchestrei în slujba comentariului, evocării, ilustrării, meditației sau a descrierii.
Alte exemple de poeme simfonice celebre sunt Finlandia de Jean Sibelius, O noapte pe muntele pleșuv de Modest Petrovici Musorgski, Penthesilea de Hugo Wolf, Ucenicul vrăjitor de Paul Dukas, Vltava de Bedřich Smetana, Don Juan op. 20, Moarte și transfigurație op. 24, O viață de erou op. 40 de Richard Strauss, Didona și Acteon, de Alfred Alessandrescu, Vox Maris de George Enescu, Mama, după motivul linogravurii lui Aurel David (1965) de Eugen Doga.